# Heidelberger Brauerei
A Heidelberger Brauerei é uma cervejaria localizada em Heidelberg.